# Barney Baxter
Barney Baxter est une série de bande dessinée de l'Américain Frank Miller publiée sous forme de bande quotidienne à partir de 1935 sous le nom Barney Baxter in the air dans le quotidien de Denver Rocky Mountain News. Miller la retravaille lorsqu'il passe chez King Features Syndicate qui la diffuse à partir de décembre 1936 dans tout le pays. La page dominicale est lancée le 21 février 1937. 
Cette bande dessinée d'aventure met en scène un jeune aviateur roux un peu dodu qui défend divers gouvernements contre leurs ennemis, en partie le Royaume-Uni contre les Nazis durant la Seconde Guerre mondiale. Cette série se distingue selon le critique Coulton Waugh par la qualité des dessins techniques et la capacité de ses auteurs à faire ressentir l'immensité du ciel.
De santé fragile, Miller est remplacé par Bob Naylor en 1942 pour se soigner. Son retour en 1945 est de courte durée puisqu'il meurt 4 ans plus tard. La dernière planche est publiée le dimanche 22 janvier 1950. Cette série peu connue a été traduite en français sous le titre Marc Orian dans Hop-là ! en 1937-1938.